# Jharkhand

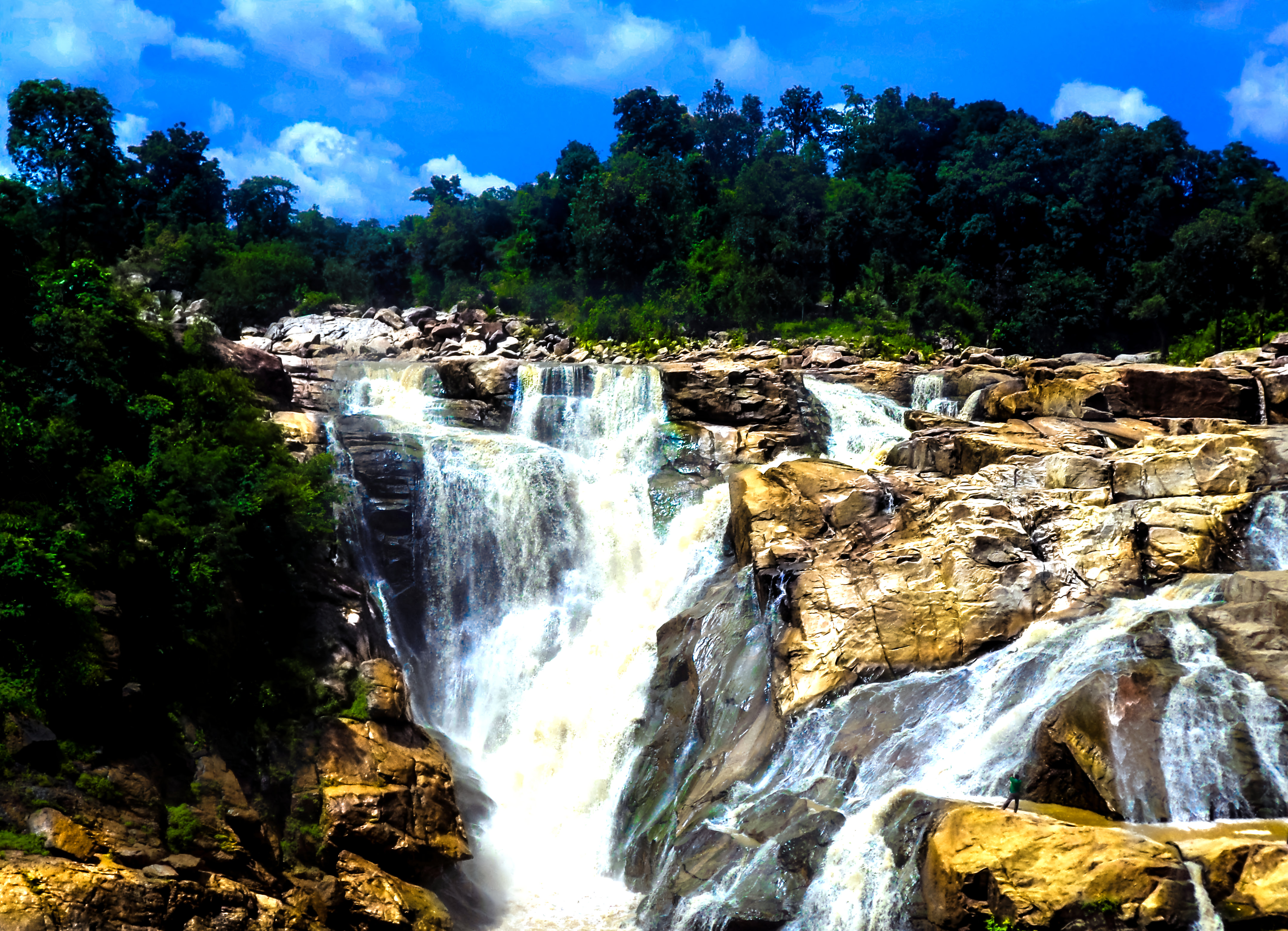
Cascada Dassam

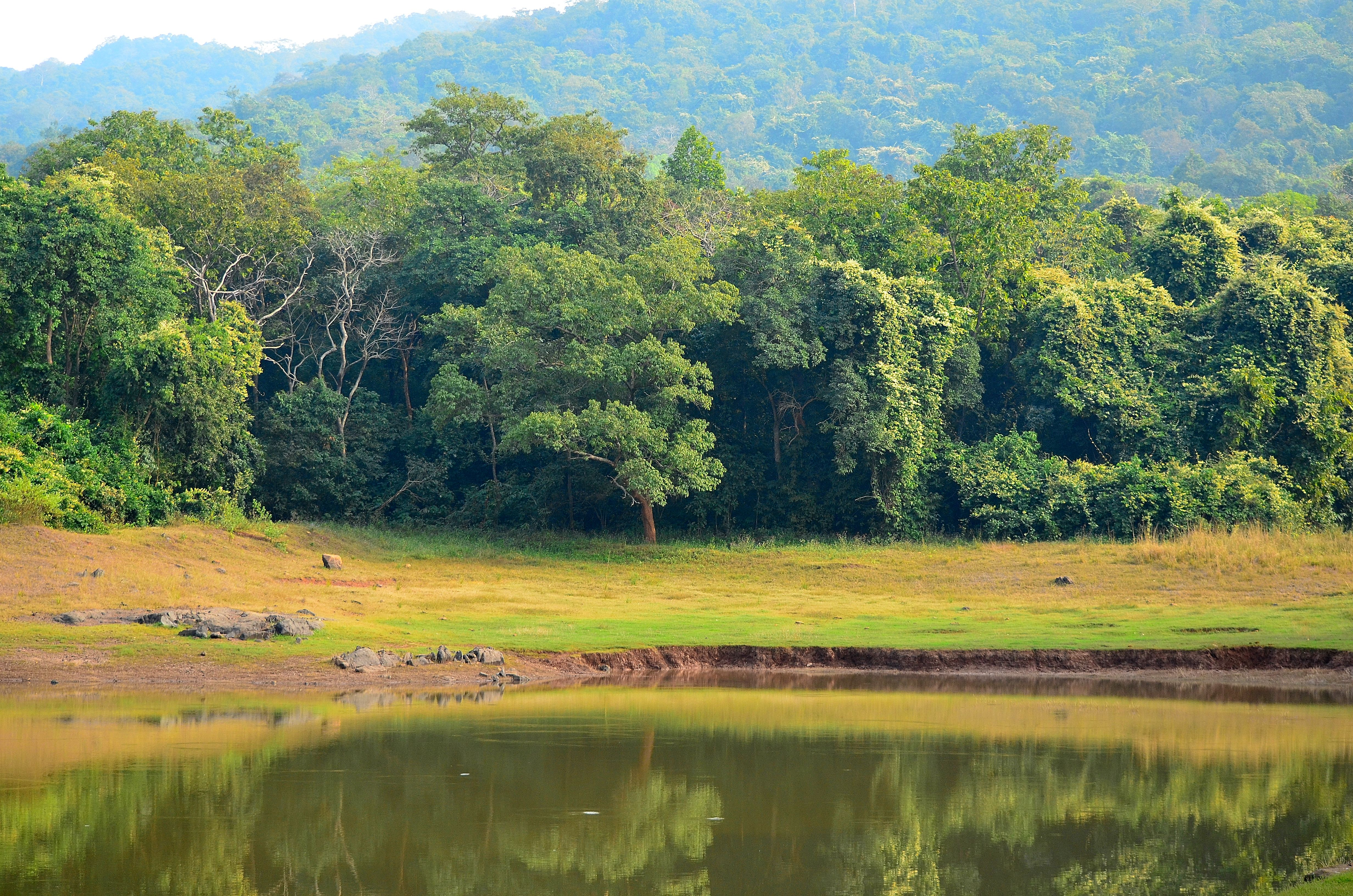
Rezervația Dalma

Jharkhand (în hindi Țara Pădurilor) este un stat din estul Indiei. Este mărginit de Bihar la nord, de Uttar Pradesh la nord-vest, de Chhattisgarh la vest, de Odisha la sud și de Bengalul de Vest la est. Cu 79.710 km2 este al cincisprezecelea stat indian după suprafață și cu 32.988.134 locuitori al paisprezecelea după populație. Orașul Ranchi este capitala sa, iar orașul Dumka este cea de a doua capitală. Orașul Jamshedpur a fost fondat de Jamsetji Tata, fondatorul companiei Tata Group. Statul este cunoscut pentru cascadele, colinele și locurile sale sfinte; Baidyanath Dham, Parasnath și Rajrappa sunt centre religioase majore.
Hindi, vorbită de 21,4% din locuitori, este limba oficială a Jharkhandului. Alte idiomuri de asemenea au un statut oficial; printre ele se numără limbile khortha (23,46%), santali (9,91%), bengali (9,74%), nagpuri (7,23%) ș.a. Hinduismul este religia majoritară cu 67,8%, urmat de islam cu 14,5% și creștinism cu 4,3%.
Jharkhand a fost format pe 15 noiembrie 2000 din partea sudică împădurită a statului Bihar locuită în mare parte de populații tribale. Statul suferă de așa-numitul blestem al resurselor: dispune de peste 40% din resursele minerale ale Indiei, însă 39,1% din populație trăiește sub nivelul sărăciei. Jharkhand, ca și statul vecin Chhattisgarh, este predominant rural, doar 24% dintre locuitori trăind la oraș. Este printre lideri cât privește creșterea economică, aceasta fiind 10,22% în anii 2017-18.